# San Ildefonso Sola
San Ildefonso Sola es una localidad del estado mexicano de Oaxaca. Es cabecera del municipio de San Ildefonso Sola.

## Demografía
| Censo | Población |
| ----- | --------- |
| 1900  | 472       |
| 1910  | 590       |
| 1921  | 253       |
| 1930  | 200       |
| 1940  | 293       |
| 1950  | 381       |
| 1960  | 133       |
| 1970  | 171       |
| 1980  | 229       |
| 1990  | 182       |
| 1995  | 262       |
| 2000  | 176       |
| 2005  | 159       |
| 2010  | 201       |
| 2020  | 270       |